# 新加坡香格里拉大酒店
新加坡香格里拉大酒店是香港香格里拉酒店集團的第一家酒店，其創立於1971年，位於新加坡的烏節商圈，是新加坡老牌的五星級酒店。除了飯店之外；新加坡香格里拉大酒店還有酒店式公寓，提供商務人士長期租賃服務。新加坡香格里拉酒店雖然地處鬧區，但因為並不直接面向烏節路，被其他建築隔絕，所以有鬧中取靜之優勢。不過也因此遠離地鐵站，造成交通便利性上的劣勢。亞洲安全峰會自2002年开始在此酒店举行，因此峰會又稱“香格里拉对话”。

## 历史
2015年11月7日，中華民國總統馬英九與中華人民共和國領導人習近平在新加坡香格里拉大酒店舉行公開會面，是自1949年兩岸分治以來首次的两岸领导人会面。
2018年6月12日，新加坡香格里拉大酒店是美国总统唐納·川普與朝鮮領導人金正恩舉行美朝首腦會議期间的住处。

## 客房資訊
- 塔樓翼（Tower Wing）
  - 商務房
  - 行政房
  - 豪華閣商務房
  - 豪華閣尊榮房
  - 四寢室房
- 花園翼（Garden Wing）
  - 商務房
  - 轉角尊榮房
  - 單寢室套房
  - 雙寢室套房
- 峽谷翼（Valley Wing）
  - 商務房
  - 單寢室套房
  - 商務套房
  - 雙寢室套房
  - 總統套房

## 餐飲
- BLU：加州菜式。
- 滩万：日本料理，著名连锁高级餐厅集团，拥有150年传统。
- 香宮：高級港式飲茶與粵菜。
- Rose Veranda：高級英式下午茶，餐具皆選用英國Wedgwood瓷器。
- 大堂餐廳：各式飲料與小食。
- The Line：國際美食，由Adam D. Tihany設計的時尚餐廳。
- THE WATER FALL：義式菜餚

## 會議功能
- 大型會議廳（The Grand Collection）
  - 島翼會議廳
  - 塔樓翼會議廳
- 中型會議廳（The Private Collection）
  - 瀑布陽台（Waterfall Terrace）
  - 花園陽台（Garden Terrace）
  - 閣樓亭（The Pavilion）
- 露台
  - 峽谷翼（State Room）

## 資料來源
1. ↑  . 中華民國大陸委員會. 2015-11-07  [2022-04-05]. （原始内容存档于2022-04-22）. 馬總統今(7)日與大陸領導人習近平在新加坡香格里拉大酒店會面，這是兩岸在1949年隔海分治66年後，雙方領導人首次會面。
2. ↑  . 香港電台. 2015年11月7日  [2015年11月7日]. （原始内容存档于2016年3月5日）.（繁體中文）
3. ↑  马华卿. . 联合早报. 2018-06-10.

## 外部連結
- 新加坡香格里拉大酒店